# Danmarks ambassade i Oslo
 Der er for få eller ingen kildehenvisninger i denne artikel, hvilket er et problem. Du kan hjælpe ved at angive troværdige kilder til de påstande, som fremføres i artiklen.

Danmarks ambassade i Oslo er den danske diplomatiske mission til Kongeriget Norge. Som nabolande deler Danmark og Norge en kulturel og politisk historie, og ambassaden er et centralt element i at bevare det gode forhold mellem de to lande.

## Historie
Forholdet mellem Danmark og Norge går tilbage til 1300-tallet, men Danmarks første rigtige diplomatiske mission til Norge blev oprettet efter Kalmarunionens fald. Efter Anden Verdenskrig blev missionen opgraderet til en ambassade.

## The Trade Council
The Trade Council er en brancheorganisation under Udenrigsministeriet, der arbejder for at fremme dansk eksport og investeringer i udlandet.  Hovedkvarteret er i København, men omkring 75% af medarbejderne arbejder i danske ambassader, konsulater og handelskommissioner verden over.

## Liste over ambassadører
| Ambassadør                              | Fra  | Til  |
| --------------------------------------- | ---- | ---- |
| Henrik Grevenkop-Castenskiold           | 1905 | 1910 |
| Otto Krag                               | 1910 | 1919 |
| J.C.W. Kruse                            | 1919 | 1928 |
| Andreas Oldenberg                       | 1928 | 1932 |
| Henrik Kauffmann                        | 1932 | 1939 |
| Oscar Ludvig Fritz Adolf O’Neill Oxholm | 1939 | 1949 |
| Mathias Wassard                         | 1949 | 1956 |
| Hans Jakob Hansen                       | 1956 | 1959 |
| Alex Mørch                              | 1959 | 1962 |
| Torben Rønne                            | 1962 | 1965 |
| John Knox                               | 1965 | 1968 |
| Eggert Adam Knuth                       | 1968 | 1971 |
| Aage Hessellund Jensen                  | 1971 | 1973 |
| Hans Erik Trane                         | 1974 | 1979 |
| Sven Ebbesen                            | 1979 | 1980 |
| Troels Oldenburg                        | 1980 | 1985 |
| Hans Tabor                              | 1986 | 1992 |
| Hans Henrik Bruun                       | 1992 | 1996 |
| Ib Ritto Andreasen                      | 1996 | 2001 |
| Sten Lilholt                            | 2001 | 2005 |
| Theis Truelsen                          | 2005 | 2010 |
| Hugo Østergaard-Andersen                | 2010 | 2013 |
| Torben Brylle                           | 2013 | 2017 |
| Jarl Kåre Frijs-Madsen                  | 2017 | 2021 |
| Lene Louise Bang Jespersen              | 2021 | d.d. |